# (1132) Hollandia
(1132) Hollandia – planetoida z pasa głównego asteroid okrążająca Słońce w ciągu 4 lat i 145 dni w średniej odległości 2,68 au. Została odkryta 13 września 1929 roku w Leiden Station w Johannesburgu przez Hendrika van Genta. Nazwa planetoidy pochodzi od łacińskiej nazwy Holandii. Przed nadaniem nazwy planetoida nosiła oznaczenie tymczasowe (1132) 1929 RB1.